# Liste der Baudenkmale in Friedland (Niedersachsen)
In der Liste der Baudenkmale in Friedland sind alle Baudenkmale der niedersächsischen Gemeinde Friedland im Landkreis Göttingen aufgelistet. Der Stand der Liste ist das Jahr 1997.

## Allgemein
Friedland ist durch das Grenzdurchgangslager bekannt geworden.
In den Spalten befinden sich folgende Informationen:
- Lage: die Adresse des Baudenkmales und die geographischen Koordinaten. Kartenansicht, um Koordinaten zu setzen. In der Kartenansicht sind Baudenkmale ohne Koordinaten mit einem roten Marker dargestellt und können in der Karte gesetzt werden. Baudenkmale ohne Bild sind mit einem blauen Marker gekennzeichnet, Baudenkmale mit Bild mit einem grünen Marker.
- Bezeichnung: Bezeichnung des Baudenkmales
- Beschreibung: die Beschreibung des Baudenkmales. Unter § 3 Abs. 2 NDSchG werden Einzeldenkmale und unter § 3 Abs. 3 NDSchG Gruppen baulicher Anlagen und deren Bestandteile ausgewiesen.
- ID: die Objekt-ID des Baudenkmales
- Bild: ein Bild des Baudenkmales, ggf. zusätzlich mit einem Link zu weiteren Fotos des Baudenkmals im Medienarchiv Wikimedia Commons. Wenn man auf das Kamerasymbol klickt, können Fotos zu Baudenkmalen aus dieser Liste hochgeladen werden:

## Ballenhausen
| Lage                                                              | Bezeichnung                      | Beschreibung | ID       | Bild |
| ----------------------------------------------------------------- | -------------------------------- | --- | -------- | ---- |
| 51° 27′ 4″ N, 9° 58′ 5″ O                                         | Burgruine Bodenhausen            | Burgstall als Hügel mit Burggraben. Archäologisches Bodendenkmal. | 28982891 |      |
| Hasenwinkel, Heerstraße 21 51° 27′ 26″ N, 9° 58′ 12″ O            | Forsthaus Hasenwinkel            | Baudenkmal-Gruppe Hasenwinkel bestehend aus Forsthaus Hasenwinkel, Stall und Scheune | 35229040 |      |
| Hasenwinkel, Heerstraße 21 51° 27′ 26″ N, 9° 58′ 12″ O            | Forsthaus Hasenwinkel            | Wohnhaus | 35248817 |      |
| Hasenwinkel, Heerstraße 21 51° 27′ 27″ N, 9° 58′ 11″ O            | Forsthaus Hasenwinkel            | Stall | 35248840 |      |
| Hasenwinkel, Heerstraße 21 51° 27′ 27″ N, 9° 58′ 13″ O            | Forsthaus Hasenwinkel            | Scheune | 35248863 |      |
| Heerstraße 2 51° 27′ 17″ N, 9° 56′ 38″ O                          | Hofanlage Heerstraße 2           | Baudenkmal-Gruppe ohne Einzeldenkmale | 35229054 |      |
| Heerstraße 6 51° 27′ 17″ N, 9° 56′ 56″ O                          | Hofanlage Heerstraße 6, Meierhof | Ehemaliger Meierhof, zweigeschossiger Fachwerkbau unter Satteldach mit Krüppelwalm von 1801/02 mit exponierter Lage an der Heerstraße. Bildet mit Wohnhaus und Hofgebäuden die Baudenkmal-Gruppe Heerstraße 6 (ID 35229068) | 35248908 |      |
| Heerstraße 10 51° 27′ 20″ N, 9° 57′ 0″ O                          | Wohnhaus                         | | 35248931 |      |
| Johannisstraße (zwischen Nr. 2 und 4) 51° 27′ 17″ N, 9° 56′ 59″ O | Tie                              | | 35248951 |      |
| Johannisstraße 1 51° 27′ 18″ N, 9° 56′ 59″ O                      | St.-Johannis-Kirche              | | 35248970 |      |
| Johannisstraße 1 51° 27′ 18″ N, 9° 56′ 59″ O                      | Kriegerdenkmal                   | | 35248991 |      |
| Rhienstraße 17 51° 27′ 14″ N, 9° 56′ 59″ O                        | Wohnhaus                         | Möglicherweise besteht kein Denkmalschutz mehr, da kein Eintrag im Denkmalatlas 2020 erfolgte. |          |      |

## Besenhausen
| Lage                                      | Bezeichnung                           | Beschreibung | ID       | Bild           |
| ----------------------------------------- | ------------------------------------- | --- | -------- | -------------- |
| Besenhausen 1 51° 23′ 21″ N, 9° 57′ 3″ O  | Gut Besenhausen                       | Baudenkmal-Gruppe. Im Denkmalatlas sind vermutlich die Gebäudezuordnungen fehlerhaft hinterlegt. Die Koordinaten wurden den Beschreibungen angepasst.                                                                         | 35229317 | Weitere Bilder |
| Besenhausen 1 51° 23′ 22″ N, 9° 57′ 0″ O  | Gut Besenhausen: Torhaus              | Verputztes Bruchstein-Erdgeschoss mit Fachwerkoberstock und Toreinfahrt, datiert 1695, im Kern aber älter. Einzeldenkmal der Baudenkmal-Gruppe Gut Besenhausen,Landesstraße 566 (ID 35229317)                                 | 35249259 |                |
| Besenhausen 1 51° 23′ 22″ N, 9° 56′ 58″ O | Gut Besenhausen: Herrenhaus           | Doppelgeschossiger Putzbau mit hohem Walmdach und Hauptportal. Baubeginn datiert auf 1690. Einzeldenkmal der Baudenkmal-Gruppe Gut Besenhausen,Landesstraße 566 (ID 35229317)                                                 | 35249213 |                |
| Besenhausen 1 51° 23′ 21″ N, 9° 57′ 3″ O  | Gut Besenhausen: Wirtschaftsgebäude   | Dreigeschossiges massives Wirtschaftsgebäude aus der Mitte des 19. Jahrhunderts, früher als Zuckerrübenfabrik der Provinz Sachsen genutzt. Einzeldenkmal der Baudenkmal-Gruppe Gut Besenhausen,Landesstraße 566 (ID 35229317) | 35249236 |                |
| Besenhausen 1 51° 23′ 25″ N, 9° 56′ 57″ O | Gut Besenhausen: Mühle                | Teil der Baudenkmal-Gruppe Gut Besenhausen,Landesstraße 566 (ID 35229317) |          | Weitere Bilder |
| Besenhausen 1 51° 23′ 24″ N, 9° 57′ 8″ O  | Gut Besenhausen: Grenzkontrollbaracke | Einzeldenkmal der Baudenkmal-Gruppe Gut Besenhausen,Landesstraße 566 (ID 35229317) | 35249305 | Weitere Bilder |
| Besenhausen 1 51° 23′ 24″ N, 9° 57′ 7″ O  | Gut Besenhausen: Zollverladerampe     | Einzeldenkmal der Baudenkmal-Gruppe Gut Besenhausen,Landesstraße 566 (ID 35229317) | 35249282 | BW             |

## Deiderode
| Lage                                        | Bezeichnung    | Beschreibung | ID       | Bild           |
| ------------------------------------------- | -------------- | --- | -------- | -------------- |
| Am Bühgraben 6 51° 25′ 19″ N, 9° 51′ 46″ O  | Wohnhaus       | | 35249327 |                |
| Brunnenbreite 2 51° 25′ 25″ N, 9° 51′ 53″ O | Wohnhaus       | | 35249370 |                |
| Brunnenbreite 4 51° 25′ 24″ N, 9° 51′ 52″ O | Wohnhaus       | | 35249390 |                |
| Brunnenbreite 9 51° 25′ 20″ N, 9° 51′ 49″ O | Kirche         | Einschiffiger gotischer Rechteckbau mit dreijochigem Kreuzrippengewölbe, verziertes gotisches Portal aus dem 14. Jahrhundert sowie Resten spätgotischer Ausmalung. Einzeldenkmal der Baudenkmal-Gruppe Brunnenbreite 9 (ID 35229097) | 35249410 | Weitere Bilder |
| Brunnenbreite 9 51° 25′ 21″ N, 9° 51′ 48″ O | Kriegerdenkmal | Einzeldenkmal der Baudenkmal-Gruppe Brunnenbreite 9 (ID 35229097) | 35249432 |                |
| Brunnenbreite 51° 25′ 21″ N, 9° 51′ 47″ O   | Tie            | Zusammen mit dem Baum und der Einfriedungsmauer (ID 35249477) Einzeldenkmal der Baudenkmal-Gruppe Brunnenbreite (ID 35229082) | 35249347 |                |

## Elkershausen
| Lage                                           | Bezeichnung           | Beschreibung | ID       | Bild |
| ---------------------------------------------- | --------------------- | --- | -------- | ---- |
| Kastanienstraße 51° 25′ 23″ N, 9° 53′ 32″ O    | Tie                   | | 35249500 |      |
| Kastanienstraße 1 51° 25′ 19″ N, 9° 53′ 33″ O  | Wohnhaus              | | 35249520 |      |
| Kastanienstraße 2 51° 25′ 19″ N, 9° 53′ 33″ O  | Wohnhaus              | | 35249540 |      |
| Kastanienstraße 9 51° 25′ 23″ N, 9° 53′ 31″ O  | Kirche                | Ev.-luth. Pfarrkirche St. Nicolaus, erbaut 1836/37 als Saalkirche aus Bruchsteinmauerwerk mit Eckquaderung und Einfassungen de Rundbogenfenster aus Werkstein. Über der Westfront turmartiger Giebelreiter. | 35249560 |      |
| Kastanienstraße 11 51° 25′ 24″ N, 9° 53′ 28″ O | Hofanlage             | Bildet die Baudenkmal-Gruppe Hofanlage Kastanienstraße 11 (ID 35229111) | 35249600 |      |
| Kastanienstraße 12 51° 25′ 24″ N, 9° 53′ 31″ O | Wohnhaus              | | 35249622 |      |
| Zum Eichenwald 1 51° 25′ 29″ N, 9° 53′ 25″ O   | Wohnhaus mit Backhaus | Mit Backhaus (ID 35249663) | 35249642 |      |
| Zwechte 3 51° 25′ 25″ N, 9° 53′ 34″ O          | Wohnhaus              | | 35249706 | BW   |

## Friedland
| Lage                                                             | Bezeichnung                          | Beschreibung | ID       | Bild           |
| ---------------------------------------------------------------- | ------------------------------------ | --- | -------- | -------------- |
| Am Alten Schulplatz 1 51° 25′ 8″ N, 9° 55′ 9″ O                  | Wohn- und Wirtschaftsgebäude         | | 35249986 |                |
| Am Alten Schulplatz 4 51° 25′ 8″ N, 9° 55′ 11″ O                 | Wohnhaus                             | | 35250006 |                |
| Am alten Schulplatz 5 51° 25′ 8″ N, 9° 55′ 12″ O                 | Kirche                               | Schlichte Saalkirche aus Bruchsteinmauerwerk, errichtet Ende des 17. Jahrhunderts, soll noch ältere Teile beinhalten | 35250026 | Weitere Bilder |
| Am alten Schulplatz 6 51° 25′ 7″ N, 9° 55′ 11″ O                 | Wohnhaus                             | Einzeldenkmal der Baudenkmal-Gruppe Am alten Schulplatz 6,7 (ID 35228967) | 35250046 |                |
| Am alten Schulplatz 7 51° 25′ 7″ N, 9° 55′ 8″ O                  | Hofanlage                            | Einzeldenkmal der Baudenkmal-Gruppe Am alten Schulplatz 6,7 (ID 35228967) | 35250068 |                |
| Am alten Schulplatz 7 51° 25′ 6″ N, 9° 55′ 7″ O                  | Staketzaun                           | Einzeldenkmal der Baudenkmal-Gruppe Am alten Schulplatz 6,7 (ID 35228967) | 35250636 |                |
| Am Amtshof 8 51° 25′ 5″ N, 9° 54′ 47″ O                          | Wohnhaus                             | | 35250091 |                |
| Am Burgberg 5 51° 25′ 6″ N, 9° 55′ 3″ O                          | Wohnhaus                             | | 35250111 |                |
| B 27, Km 13,097, Witzenhäuser Straße 51° 25′ 14″ N, 9° 54′ 58″ O | Brücke über Leineflut (Mühlengraben) | Sandsteinbogenbrücke aus dem letzten Drittel des 19. Jahrhunderts | 35250131 |                |
| B 27, km 13,327, Witzenhäuser Straße 51° 25′ 15″ N, 9° 55′ 10″ O | Brücke über Leine                    | Sandsteinbogenbrücke, erbaut um 1870 im Zuge des Ausbaus der Chaussee (heute B 27). | 35250156 |                |
| östl. Straßengabelung B 27/B 80 51° 25′ 17″ N, 9° 56′ 34″ O      | Südliches Meridianzeichen            | Südlicher Meridianstein der Sternwarte Göttingen, 1821 durch Carl Friedrich Gauß errichtet. | 35250536 | Weitere Bilder |
| Bahnhofstraße 2 51° 25′ 17″ N, 9° 54′ 52″ O                      | Empfangsgebäude                      | Seit 2016 Museum Friedland. Einzeldenkmal der Baudenkmal-Gruppe Bahnhof Friedland (ID 35232671) | 35250558 |                |
| Bahnhofstraße 2 51° 25′ 18″ N, 9° 54′ 52″ O                      | Güterschuppen                        | Einzeldenkmal der Baudenkmal-Gruppe Bahnhof Friedland (ID 35232671) | 35250681 |                |
| Bahnhofstraße 3 51° 25′ 14″ N, 9° 54′ 55″ O                      | Villa                                | | 35250612 |                |
| Heimkehrerstraße/St. Norbert-Platz 51° 25′ 24″ N, 9° 54′ 42″ O   | Grenzdurchgangslager Friedland       | Das Lager wurde am 20. September 1945 in Betrieb genommen. Es wurden hunderttausende ehemalige Kriegsgefangene im Lager aufgenommen. Später wurden Aussiedler aus der DDR empfangen. (Baudenkmal-Gruppe) | 35229563 | Weitere Bilder |
| St. Norbert-Platz 4 51° 25′ 23″ N, 9° 54′ 35″ O                  | Heimkehrerkirche St. Norbert         | 1955 eingeweihte katholische Kirche. Einzeldenkmal der Baudenkmal-Gruppe Grenzdurchgangslager Friedland (ID 35229563) | 35249835 | Weitere Bilder |
| St. Norbert-Platz 51° 25′ 20″ N, 9° 54′ 28″ O                    | Lager Friedland, Baracke 38          | 1946/47 im Lager aufgebaute Baracke des früheren Reichsarbeitsdienstes, bis 1951 von der Inneren Mission genutzt, danach als Krankenstation und Ambulanz. Einzeldenkmal der Baudenkmal-Gruppe Grenzdurchgangslager Friedland (ID 35229563)                                                                             | 35249897 |                |
| Heimkehrerstraße 18 51° 25′ 25″ N, 9° 54′ 41″ O                  | Lager Friedland, ev. Kapelle         | Als Lagerkapelle im Januar 1949 provisorisch in einer Baracke eingeweiht und wird bis heute als Kapelle genutzt. Einzeldenkmal der Baudenkmal-Gruppe Grenzdurchgangslager Friedland (ID 35229563) | 35249919 |                |
| Heimkehrerstraße 18 51° 25′ 24″ N, 9° 54′ 42″ O                  | Lager Friedland, Nissenhütte         | Rekonstruierte Nissenhütte, bis zur Eröffnung des Museum Friedland im Bahnhofsgebäude das Dokumentationszentrum des Lagers. Einzeldenkmal der Baudenkmal-Gruppe Grenzdurchgangslager Friedland (ID 35229563) | 35249875 |                |
| Leinestraße 6 51° 25′ 9″ N, 9° 55′ 5″ O                          | Wohnhaus                             | | 35250182 |                |
| Leinestraße 8 51° 25′ 4″ N, 9° 55′ 11″ O                         | Gesindehaus                          | | 35250202 | BW             |
| Leinestraße 10 51° 25′ 4″ N, 9° 55′ 7″ O                         | Amtsmühle, ehem.                     | Zum Amtshof gehörendes Mühlengebäude. 1389 erste urkundliche Erwähnung des Vorgängerbaus, heutiges Gebäude 1747 errichtet und mehrfach umgebaut, Aufstockung und Dach 1922. | 35250243 |                |
| Leinestraße 10 51° 25′ 4″ N, 9° 55′ 8″ O                         | Mühlengraben                         | Zur Amtsmühle gehörender Mühlengraben. | 35250265 |                |
| Schloßstraße 11 51° 25′ 7″ N, 9° 54′ 57″ O                       | Amtshof                              | Verwaltungssitz und Wirtschaftshof des ehemaligen Amtes Friedland, erbaut zwischen 1740 und 1750. Die Baudenkmal-Gruppe Schloßstraße 11 A,B,C mit ID:35228982 besteht neben dem Amtshaus aus: Amtshof (ID:35250285), Zufahrt (ID:35250779), Einfriedung (ID:35250732), Remise (ID:35250378) und Wohnhaus (ID:35250355) | 35250309 |                |
| Schloßstraße 12 51° 25′ 5″ N, 9° 54′ 53″ O                       | Gerichtsgebäude                      | Erbaut um 1820, bis 1859 Sitz des Amtsgerichts Friedland. Einzeldenkmal der Baudenkmal-Gruppe Schloßstraße 12 (ID 35228997) | 35250401 |                |
| Schloßstraße 12 51° 25′ 5″ N, 9° 54′ 54″ O                       | Gewölbekeller                        | Einzeldenkmal der Baudenkmal-Gruppe Schloßstraße 12 (ID 35228997) | 35250709 |                |
| Weghausstraße 18 51° 25′ 9″ N, 9° 55′ 6″ O                       | Wohnhaus                             | | 35250424 |                |
| Witzenhäuser Straße 51° 25′ 13″ N, 9° 54′ 59″ O                  | Stellwerk „Ff“, Bahnhof Friedland    | Einzeldenkmal der Baudenkmal-Gruppe Bahnhof Friedland (ID 35232671) | 35250586 |                |
| Witzenhäuser Straße 2 51° 25′ 15″ N, 9° 55′ 4″ O                 | Hofanlage                            | Das Wohnhaus bildet mit dem Staketzaun (ID 35250803) vor dem Wohnhaus und dem Baumbestand (ID 35250756) die Baudenkmal-Gruppe Hofanlage Witzenhäuser Straße 2 (ID 35229011) | 35250444 |                |
| Witzenhäuser Straße 6 51° 25′ 17″ N, 9° 54′ 59″ O                | Grimmelscher Klosterhof, ehem.       | Das Herrenhaus bildet zusammen mit der Scheune (ID 35250490) die Baudenkmal-Gruppe Witzenhäuser Straße 6 (ID 35229026) | 35250467 |                |

## Groß Schneen
| Lage                                                | Bezeichnung                           | Beschreibung | ID       | Bild           |
| --------------------------------------------------- | ------------------------------------- | --- | -------- | -------------- |
| Am Mühlenberg 1 51° 26′ 17″ N, 9° 55′ 42″ O         | Wohnhaus                              | Gemeindehaus und Pfarramt | 35251010 |                |
| Am Mühlenberg 1 51° 26′ 17″ N, 9° 55′ 41″ O         | Nebengebäude                          | | 35251030 |                |
| Am Mühlenberg 3A 51° 26′ 17″ N, 9° 55′ 37″ O        | Wohnhaus                              | | 35251050 |                |
| Am Mühlenberg 51° 26′ 17″ N, 9° 55′ 26″ O           | Friedhof, Einfriedung                 | Einzeldenkmal der Baudenkmal-Gruppe Friedhof Groß Schneen, Am Mühlenberg (ID 35228550)                                                                                             | 35252025 |                |
| Am Mühlenberg 51° 26′ 20″ N, 9° 55′ 26″ O           | Kriegerdenkmal                        | Einzeldenkmal der Baudenkmal-Gruppe Friedhof Groß Schneen, Am Mühlenberg (ID 35228550)                                                                                             | 35251469 |                |
| Am Mühlenberg 51° 26′ 19″ N, 9° 55′ 26″ O           | Friedhof, Allee                       | Einzeldenkmal der Baudenkmal-Gruppe Friedhof Groß Schneen, Am Mühlenberg (ID 35228550)                                                                                             | 35251889 |                |
| Am Mühlenberg 51° 26′ 20″ N, 9° 55′ 24″ O           | Friedhof, Grabmal Familie von Usslar  | Einzeldenkmal der Baudenkmal-Gruppe Friedhof Groß Schneen, Am Mühlenberg (ID 35228550)                                                                                             | 35251384 |                |
| Am Mühlenberg 51° 26′ 19″ N, 9° 55′ 23″ O           | Friedhof, Grabmale der Pastorengräber | Einzeldenkmal der Baudenkmal-Gruppe Friedhof Groß Schneen, Am Mühlenberg (ID 35228550)                                                                                             | 35251441 |                |
| Am Mühlenberg 51° 26′ 19″ N, 9° 55′ 24″ O           | Friedhof, Grabmal Familiengrab Deppe  | Einzeldenkmal der Baudenkmal-Gruppe Friedhof Groß Schneen, Am Mühlenberg (ID 35228550)                                                                                             | 35251413 |                |
| Gänseanger 6 51° 26′ 15″ N, 9° 55′ 59″ O            | Wohnhaus                              | | 35251092 |                |
| Gänseanger 9 51° 26′ 17″ N, 9° 56′ 3″ O             | Wohnhaus                              | Einzeldenkmal der Baudenkmal-Gruppe 3 Fachwerkhäuser Gänseanger 9,11,13 (ID 35232634)                                                                                              | 35251497 | BW             |
| Gänseanger 11 51° 26′ 17″ N, 9° 56′ 4″ O            | Wohnhaus                              | Einzeldenkmal der Baudenkmal-Gruppe 3 Fachwerkhäuser Gänseanger 9,11,13 (ID 35232634)                                                                                              | 35251524 |                |
| Gänseanger 13 51° 26′ 16″ N, 9° 56′ 5″ O            | Wohnhaus                              | Einzeldenkmal der Baudenkmal-Gruppe 3 Fachwerkhäuser Gänseanger 9,11,13 (ID 35232634)                                                                                              | 35251553 | BW             |
| Gänseanger 13 51° 26′ 16″ N, 9° 56′ 5″ O            | Scheune                               | Einzeldenkmal der Baudenkmal-Gruppe 3 Fachwerkhäuser Gänseanger 9,11,13 (ID 35232634)                                                                                              | 35251709 |                |
| Landstraße 6 51° 26′ 17″ N, 9° 55′ 46″ O            | Wohnhaus                              | | 35251112 |                |
| Lappstraße 4 51° 26′ 15″ N, 9° 55′ 48″ O            | Wohnhaus                              | | 35251132 | BW             |
| Lappstraße 8 51° 26′ 15″ N, 9° 55′ 51″ O            | Wohnhaus                              | | 35251172 | BW             |
| Ludolfshauser Straße 1 51° 26′ 18″ N, 9° 55′ 58″ O  | Wohnhaus                              | Einzeldenkmal der Baudenkmal-Gruppe Ludolfshäuser Straße 1-3 (ID 35232652) | 35251581 |                |
| Ludolfshauser Straße 3 51° 26′ 18″ N, 9° 55′ 59″ O  | Speicher                              | Einzeldenkmal der Baudenkmal-Gruppe Ludolfshäuser Straße 1-3 (ID 35232652) | 35251609 |                |
| Ludolfshauser Straße 3 51° 26′ 18″ N, 9° 55′ 59″ O  | Wohnhaus                              | Einzeldenkmal der Baudenkmal-Gruppe Ludolfshäuser Straße 1-3 (ID 35232652) | 35251637 |                |
| Ludolfshauser Straße 18 51° 26′ 16″ N, 9° 56′ 10″ O | Wohnhaus                              | | 35251192 |                |
| Michaelisstraße 12 51° 26′ 16″ N, 9° 55′ 39″ O      | Pfarrkirche                           | Ev.-luth. Kirche St. Michaelis Groß Schneen. Westturm mittelalterlich, Saalbau 1701/07 nach Zerstörungen im Dreißigjährigen Krieg unter Einbeziehung älterer Teile wiederaufgebaut | 35251212 | Weitere Bilder |
| Michaelisstraße 12 51° 26′ 16″ N, 9° 55′ 38″ O      | Umfassungsmauer                       | | 35251685 |                |
| Michaelisstraße 12 51° 26′ 16″ N, 9° 55′ 39″ O      | Kirchhof                              | | 35251759 |                |
| Petrosilienstraße 8 51° 26′ 12″ N, 9° 56′ 3″ O      | Wohnhaus                              | Einzeldenkmal der Baudenkmal-Gruppe Petrosilienstraße 8,10 (ID 35229125) | 35251235 |                |
| Petrosilienstraße 10 51° 26′ 11″ N, 9° 56′ 3″ O     | Wohnhaus                              | Einzeldenkmal der Baudenkmal-Gruppe Petrosilienstraße 8,10 (ID 35229125) | 35251278 | BW             |
| Teichstraße 7 51° 26′ 10″ N, 9° 55′ 52″ O           | Tie                                   | | 35251301 |                |
| Teichstraße 13 51° 26′ 10″ N, 9° 55′ 54″ O          | Wohnhaus                              | | 35251342 | BW             |
| Teichstraße 16 51° 26′ 9″ N, 9° 55′ 59″ O           | Wohnhaus                              | | 35251664 | BW             |

## Klein Schneen
| Lage                                                 | Bezeichnung                         | Beschreibung | ID       | Bild |
| ---------------------------------------------------- | ----------------------------------- | --- | -------- | ---- |
| Am breiten Stein 1/3 51° 26′ 36″ N, 9° 54′ 20″ O     | Wohnhaus                            | | 35252075 |      |
| Am breiten Stein 3 51° 26′ 36″ N, 9° 54′ 20″ O       | Staketzaun                          | | 35252526 |      |
| Friedländer Straße, K 26 51° 26′ 39″ N, 9° 54′ 24″ O | Straßenbrücke                       | Brücke über den Schneenbach in der Ortsmitte. Ob die Denkmaleigenschaft nach einer größeren Teilerneuerung 2020 erhalten geblieben ist, wurde noch nicht publiziert | 35252096 |      |
| Friedländer Straße 12 51° 26′ 32″ N, 9° 54′ 25″ O    | Hofanlage                           | Der Hof bildet gleichzeitig mit der Thiestraße 26 die Baudenkmal-Gruppe Hofanlage Friedländer Straße 12 (ID 35229139)                                               | 35252117 |      |
| Friedländer Straße 17/19 51° 26′ 39″ N, 9° 54′ 30″ O | Hofanlagen Friedländer Straße 17,19 | Baudenkmal-Gruppe ohne Einzeldenkmale | 35229153 |      |
| Im Unterdorf 1 51° 26′ 41″ N, 9° 54′ 22″ O           | Wohnhaus                            | Einzeldenkmal der Baudenkmal-Gruppe Im Unterdorf 1/Obernjesaer Str. 2 (ID 35229168)                                                                                 | 35252183 |      |
| Im Unterdorf 3 51° 26′ 41″ N, 9° 54′ 23″ O           | Wohnhaus                            | Einzeldenkmal der Baudenkmal-Gruppe Im Unterdorf 1/Obernjesaer Str. 2 (ID 35229168)                                                                                 | 35252205 |      |
| Im Unterdorf 3 51° 26′ 41″ N, 9° 54′ 23″ O           | Staketzaun                          | Einzeldenkmal der Baudenkmal-Gruppe Im Unterdorf 1/Obernjesaer Str. 2 (ID 35229168)                                                                                 | 35252503 |      |
| K 27 51° 26′ 23″ N, 9° 55′ 1″ O                      | Brücke über die Leine               | Liegt direkt auf der Gemarkungsgrenze Groß Schneen/Klein Schneen.                                                                                                   | 35252228 |      |
| Obernjesaer Straße 1 51° 26′ 42″ N, 9° 54′ 20″ O     | Gaststätte                          | | 35252415 |      |
| Lindenstraße 2 51° 26′ 41″ N, 9° 54′ 21″ O           | Wohnhaus                            | | 35252249 | BW   |
| Lindenstraße 13 51° 26′ 38″ N, 9° 54′ 12″ O          | ehem. Schule                        | | 35252269 |      |
| Lindenstraße 13 51° 26′ 37″ N, 9° 54′ 11″ O          | ehem. Schule, Nebengebäude          | | 35252570 | BW   |
| Obernjesaer Straße 2 51° 26′ 41″ N, 9° 54′ 22″ O     | Wohnhaus                            | Einzeldenkmal der Baudenkmal-Gruppe Im Unterdorf 1/Obernjesaer Str. 2 (ID 35229168)                                                                                 | 35252289 | BW   |
| Obernjesaer Straße 2 51° 26′ 41″ N, 9° 54′ 22″ O     | Sandsteineinfriedung                | Einzeldenkmal der Baudenkmal-Gruppe Im Unterdorf 1/Obernjesaer Str. 2 (ID 35229168)                                                                                 | 35252547 | BW   |
| Thiestraße 51° 26′ 35″ N, 9° 54′ 23″ O               | Thie                                | | 35252312 |      |
| Thiestraße 2 51° 26′ 37″ N, 9° 54′ 22″ O             | Wohnhaus                            | | 35252332 |      |
| Thiestraße 10 51° 26′ 35″ N, 9° 54′ 19″ O            | Wohnhaus                            | | 35252352 |      |
| Thiestraße 16 51° 26′ 33″ N, 9° 54′ 20″ O            | Kirche                              | Ev.-luth. Kirche in unmittelbarer Nachbarschaft des Gutshofs. Kernbau von 1430 mit angebautem Saalraum von 1775, im Inneren Reste gotischer Wandmalereien.          | 35252372 |      |
| Thiestraße 18 51° 26′ 31″ N, 9° 54′ 19″ O            | Gutshaus Klein Schneen              | Bildet mit den Gutsgebäuden gleichzeitig die Baudenkmal-Gruppe Gutsanlage Tiestraße 18 (ID 35229183)                                                                | 35252479 |      |
| Thiestraße 22 51° 26′ 34″ N, 9° 54′ 23″ O            | Wohnhaus                            | | 35252459 |      |

## Lichtenhagen
| Lage                                           | Bezeichnung         | Beschreibung | ID       | Bild           |
| ---------------------------------------------- | ------------------- | --- | -------- | -------------- |
| Am Försterberg 5 51° 25′ 43″ N, 10° 0′ 15″ O   | Schule              | Ehemalige Schule, heute Wohnhaus. Einzeldenkmal der Baudenkmal-Gruppe Mahlmannstraße/Am Försterberg (ID 35232705)                                  | 35252967 |                |
| Am Försterberg 5 51° 25′ 43″ N, 10° 0′ 14″ O   | Scheune             | Einzeldenkmal der Baudenkmal-Gruppe Mahlmannstraße/Am Försterberg (ID 35232705)                                                                    | 35253127 |                |
| Am Försterberg 7 51° 25′ 40″ N, 10° 0′ 16″ O   | Wohnhaus            | | 35253000 | Weitere Bilder |
| Am Försterberg 7/8 51° 25′ 42″ N, 10° 0′ 19″ O | Evangelische Kirche | Die Kirche Lichtenhagen ist eine schlichte Saalkirche mit polygonalem Chorraum. Heutige Gestalt beruht auf Änderungen des frühen 18. Jahrhunderts. | 35253020 | Weitere Bilder |
| Am Försterberg 7/8 51° 25′ 40″ N, 10° 0′ 18″ O | Dorfbrunnen         | Brunnenhaus südlich des Teiches an der Kirche | 35252946 | Weitere Bilder |
| Am Försterberg 10 51° 25′ 39″ N, 10° 0′ 16″ O  | Revierförsterei     | Zweigeschossiger Fachwerkbau mit leichter Vorkragung unter abgewalmtem Mansarddach, erbaut in der 2. Hälfte des 18. Jahrhunderts                   | 35253040 | Weitere Bilder |
| Am Försterberg 11 51° 25′ 38″ N, 10° 0′ 15″ O  | Wohnhaus            | | 35253061 |                |
| Mahlmannstraße 4 51° 25′ 45″ N, 10° 0′ 14″ O   | Wohnhaus            | | 35253101 |                |
| Mahlmannstraße 22 51° 25′ 42″ N, 10° 0′ 24″ O  | Wohnhaus            | | 35253081 |                |

## Ludolfshausen
| Lage                                     | Bezeichnung               | Beschreibung | ID       | Bild |
| ---------------------------------------- | ------------------------- | --- | -------- | ---- |
| L 567 51° 25′ 29″ N, 9° 58′ 53″ O        | Tie                       | Ortsbildprägender Tie mit Baumbestand. Bildet die Baudenkmal-Gruppe Landesstraße 567 (ID 35229197)                         | 35253183 |      |
| L 567 Nr. 2 51° 25′ 27″ N, 9° 58′ 45″ O  | evangelische Kirche       | Schlichte Saalkirche aus Fachwerk mit behängtem Westturm, im Westen 1958/59 großenteils durch verputztes Mauerwerk ersetzt | 35253227 |      |
| L 567 Nr. 14 51° 25′ 29″ N, 9° 58′ 54″ O | Hofanlage                 | Einzeldenkmal der Baudenkmal-Gruppe Hofanlagen Landesstr. 567 Nr. 14+16 (ID 35229212)                                      | 35253247 |      |
| L 567 Nr. 16 51° 25′ 29″ N, 9° 58′ 55″ O | Hofanlage                 | Einzeldenkmal der Baudenkmal-Gruppe Hofanlagen Landesstr. 567 Nr. 14+16 (ID 35229212)                                      | 35253269 |      |
| L 567 Nr. 16 51° 25′ 29″ N, 9° 58′ 55″ O | Staketzaun                | Einzeldenkmal der Baudenkmal-Gruppe Hofanlagen Landesstr. 567 Nr. 14+16 (ID 35229212)                                      | 35253336 |      |
| L 567 Nr. 24 51° 25′ 30″ N, 9° 59′ 1″ O  | Hofanlage                 | Einzeldenkmal der Baudenkmal-Gruppe Hofanlage Landesstraße 567 Nr. 24 (ID 35229229)                                        | 35253292 |      |
| L 567 Nr. 33 51° 25′ 31″ N, 9° 59′ 0″ O  | Hofanlage                 | Einzeldenkmal der Baudenkmal-Gruppe Hofanlage L 567, Nr. 33 (ID 35229521)                                                  | 35253314 |      |
| L 567 51° 25′ 27″ N, 9° 59′ 13″ O        | Brücke Lichtenhagener Weg | Sandstein-Bogenbrücke über den Schleierbach, erbaut 1878, in ursprünglicher Gestaltung erhalten.                           | 35253206 |      |

## Mollenfelde
| Lage                                                  | Bezeichnung           | Beschreibung | ID       | Bild |
| ----------------------------------------------------- | --------------------- | --- | -------- | ---- |
| An der Landwehr 1 51° 24′ 32″ N, 9° 50′ 35″ O         | evangelische Kirche   | Die Kirche Mollenfelde ist eine kleine Bruchsteinkirche mit mittelalterlichem Ostturm und in gleicher Breite angefügtem Langhaus aus der Mitte des 18. Jahrhunderts | 35253773 |      |
| An der Landwehr 3 51° 24′ 32″ N, 9° 50′ 32″ O         | Wohnhaus              | | 35253796 | BW   |
| Berlepscher Straße 27 51° 24′ 4″ N, 9° 50′ 27″ O      | Wohnhaus              | Bis 2004 befand sich hier das Europäische Brotmuseum. | 35253816 |      |
| Deideröder Straße 2 51° 24′ 36″ N, 9° 50′ 39″ O       | Wohnhaus              | Einzeldenkmal der Baudenkmal-Gruppe Hofanlage Deideröder Straße 2 (ID 35229257), Dorotheenhof                                                                       | 35253865 | BW   |
| Deideröder Straße 2 51° 24′ 35″ N, 9° 50′ 39″ O       | Scheune               | Einzeldenkmal der Baudenkmal-Gruppe Hofanlage Deideröder Straße 2 (ID 35229257)                                                                                     | 47139729 | BW   |
| Deideröder Straße 2 51° 24′ 36″ N, 9° 50′ 40″ O       | Nebengebäude          | Einzeldenkmal der Baudenkmal-Gruppe Hofanlage Deideröder Straße 2 (ID 35229257)                                                                                     | 47139745 | BW   |
| Deideröder Straße 9 51° 24′ 33″ N, 9° 50′ 38″ O       | Hofanlage             | Bildet die Baudenkmal-Gruppe Hofanlage Deideröder Straße 9 (ID 35229271)                                                                                            | 35253887 |      |
| Deideröder Straße 14 51° 24′ 33″ N, 9° 50′ 35″ O      | Wohnhaus mit Backhaus | | 35253909 |      |
| L 565, östl. der Ortslage 51° 24′ 30″ N, 9° 50′ 57″ O | Jüdischer Friedhof    | Jüdischer Friedhof Mollenfelde | 35253738 |      |

## Niedergandern
| Lage                                             | Bezeichnung                         | Beschreibung | ID       | Bild           |
| ------------------------------------------------ | ----------------------------------- | --- | -------- | -------------- |
| Niedergandern 11 51° 23′ 37″ N, 9° 56′ 15″ O     | Hof                                 | | 35254171 |                |
| Niedergandern 12 51° 23′ 35″ N, 9° 56′ 12″ O     | Gutsanlage von Bodenhausen          | Das Herrenhaus des Gutes wurde anstelle eines Hauses aus der Zeit um 1600 in den Jahren 1698 bis 1702 erbaut. Das Haus hat elf Achsen, zwei Geschosse und ein Vollwalmdach. Die Gutskapelle befindet sich südlich des Gutes. Sie wurde von 1807 bis 1810 von Heinrich Bodo von Bodenhausen erbaut. | 35229285 | Weitere Bilder |
| Niedergandern 12 51° 23′ 37″ N, 9° 56′ 13″ O     | Herrenhaus der Gutsanlage           | Teil der Gruppe „Gutsanlage von Bodenhausen, Nr. 12“ | 35254191 |                |
| Niedergandern 12 51° 23′ 36″ N, 9° 56′ 13″ O     | ehemaliges Verwalterhaus            | Teil der Gruppe „Gutsanlage von Bodenhausen, Nr. 12“ | 35254215 |                |
| Niedergandern 12 51° 23′ 36″ N, 9° 56′ 14″ O     | Bruchsteineinfriedung               | Teil der Gruppe „Gutsanlage von Bodenhausen, Nr. 12“ | 35254466 |                |
| Niedergandern 12 51° 23′ 36″ N, 9° 56′ 12″ O     | Baumbestand                         | Teil der Gruppe „Gutsanlage von Bodenhausen, Nr. 12“ | 35254490 |                |
| Niedergandern 16 51° 23′ 33″ N, 9° 56′ 12″ O     | Kapelle                             | Die Gutskapelle Niedergandern ist Teil der Gruppe „Gutsanlage von Bodenhausen, Nr. 12“ | 35254261 | Weitere Bilder |
| Niedergandern 12 51° 23′ 35″ N, 9° 56′ 8″ O      | Wirtschaftsgebäude                  | Teil der Gruppe „Gutsanlage von Bodenhausen, Nr. 12“ | 35254238 |                |
| Niedergandern 12 51° 23′ 40″ N, 9° 56′ 12″ O     | Park                                | Teil der Gruppe „Gutsanlage von Bodenhausen, Nr. 12“ | 35254284 |                |
| Niedergandern 13, 15 51° 23′ 34″ N, 9° 56′ 16″ O | Gruppe „Landesstraße 567 Nr. 15,17“ | | 35229301 |                |
| Niedergandern 13 51° 23′ 35″ N, 9° 56′ 15″ O     | Wohnhaus                            | Einzeldenkmal der Baudenkmal-Gruppe „Landesstraße 567 Nr. 15,17“ (ID 35229301) | 35254398 |                |
| Niedergandern 15 51° 23′ 34″ N, 9° 56′ 14″ O     | Wohnhaus                            | Einzeldenkmal der Baudenkmal-Gruppe „Landesstraße 567 Nr. 15,17“ (ID 35229301) | 35254420 |                |
| 51° 22′ 58″ N, 9° 56′ 35″ O                      | Gruppe „Friedhof Hottenrode“        | | 35229478 | Weitere Bilder |
| 51° 22′ 58″ N, 9° 56′ 35″ O                      | Feldkirche Hottenrode               | Teil der Gruppe „Friedhof Hottenrode“ | 35254127 | Weitere Bilder |
| 51° 22′ 58″ N, 9° 56′ 35″ O                      | Friedhof                            | Teil der Gruppe „Friedhof Hottenrode“ | 35254149 | Weitere Bilder |

## Niedernjesa
| Lage                                        | Bezeichnung              | Beschreibung | ID       | Bild |
| ------------------------------------------- | ------------------------ | --- | -------- | ---- |
| Fahrt 4 51° 28′ 36″ N, 9° 55′ 35″ O         | Nebengebäude             | | 35254584 |      |
| Fahrt 6 51° 28′ 35″ N, 9° 55′ 35″ O         | Schulhaus                | | 35254561 |      |
| Fahrt 8 51° 28′ 34″ N, 9° 55′ 35″ O         | Kirche                   | Ev.-luth. Kirche St. Laurentius mit mittelalterlichem Ostturm und im Westen angesetztem, verputztem Saalbau nach Plänen von O. Praël 1855 | 35254539 |      |
| Fahrt 10 51° 28′ 34″ N, 9° 55′ 36″ O        | Pfarrhaus                | Zweigeschossiges Fachwerkhaus unter Walmdach                                                                                              | 35254606 |      |
| Klothgasse 4 51° 28′ 42″ N, 9° 55′ 29″ O    | Wohnhaus                 | | 35254628 |      |
| Winkelstraße 2 51° 28′ 32″ N, 9° 55′ 32″ O  | Hof                      | Das Wohnhaus bildet mit Anbau (ID 35255133) und Scheune (ID 35254692) die Hofanlage Winkelstraße 2 (Baudenkmal-Gruppe 35229345)           | 35254669 |      |
| Winkelstraße 13 51° 28′ 28″ N, 9° 55′ 30″ O | Wohn-/Wirtschaftsgebäude | | 35254714 |      |
| Zur Insel/Fahrt 51° 28′ 34″ N, 9° 55′ 32″ O | Tie                      | Exponiert gelegener Platz mit Sandsteinmauereinfassung, Tiestein und alter Linde.                                                         | 35254734 |      |
| Zur Insel 3 51° 28′ 32″ N, 9° 55′ 27″ O     | Wohnhaus                 | | 35254754 |      |
| Zur Insel 10 51° 28′ 32″ N, 9° 55′ 21″ O    | Kleingehöft Zur Insel 10 | Baudenkmalgruppe bestehend aus Wohn-/Wirtschaftsgebäude (ID 35254980) und Wirtschaftsgebäude (ID 38893097).                               | 38893084 |      |

## Niedernjesa/Reinshof
| Lage                                            | Bezeichnung                                               | Beschreibung | ID       | Bild           |
| ----------------------------------------------- | --------------------------------------------------------- | --- | -------- | -------------- |
| 51° 29′ 51″ N, 9° 55′ 52″ O                     | Gut Reinshof                                              | Aus einer dörflichen Siedlung hervorgegangenes ehemaliges Vorwerk des Klostergutes Weende, seit 1890 selbständiges Gut. Baudenkmal-Gruppe mit mehreren Einzeldenkmalen als Komponenten. | 35228567 | Weitere Bilder |
| Klostergut Reinshof 51° 29′ 53″ N, 9° 55′ 51″ O | Gut Reinshof, Gutshaus (Herrenhaus)                       | Einzeldenkmal der Baudenkmal-Gruppe Klostergut Reinshof (ID 35228567) | 35254825 |                |
| Klostergut Reinshof 51° 29′ 54″ N, 9° 55′ 51″ O | Gut Reinshof, Gutshauspark                                | Einzeldenkmal der Baudenkmal-Gruppe Klostergut Reinshof (ID 35228567) | 35255208 | BW             |
| Klostergut Reinshof 51° 29′ 52″ N, 9° 55′ 48″ O | Gut Reinshof, Gebäude Nr. 16, 17, 18 (Wohnhaus)           | Einzeldenkmal der Baudenkmal-Gruppe Klostergut Reinshof (ID 35228567) | 35254953 | BW             |
| Klostergut Reinshof 51° 29′ 52″ N, 9° 55′ 47″ O | Gut Reinshof, Gebäude Nr. 16, 17, 18 (Kleinviehstall)     | Einzeldenkmal der Baudenkmal-Gruppe Klostergut Reinshof (ID 35228567) | 35255156 | BW             |
| Klostergut Reinshof 51° 29′ 52″ N, 9° 55′ 45″ O | Gut Reinshof, Gebäude Nr. 16, 17, 18 (Küchen-/baumgarten) | Einzeldenkmal der Baudenkmal-Gruppe Klostergut Reinshof (ID 35228567) | 35255079 | BW             |
| Klostergut Reinshof 51° 29′ 53″ N, 9° 55′ 47″ O | Gut Reinshof, Gebäude Nr. 16, 17, 18 (Einfriedung)        | Einzeldenkmal der Baudenkmal-Gruppe Klostergut Reinshof (ID 35228567) | 35255053 | BW             |
| Klostergut Reinshof 51° 29′ 52″ N, 9° 55′ 49″ O | Gut Reinshof, Gebäude Nr. 14/15 (Wohnhaus)                | Einzeldenkmal der Baudenkmal-Gruppe Klostergut Reinshof (ID 35228567) | 35254877 | BW             |
| Klostergut Reinshof 51° 29′ 52″ N, 9° 55′ 49″ O | Gut Reinshof, Gebäude Nr. 14/15 (Zwischentrakt)           | Einzeldenkmal der Baudenkmal-Gruppe Klostergut Reinshof (ID 35228567) | 35254514 | BW             |
| Klostergut Reinshof 51° 29′ 52″ N, 9° 55′ 50″ O | Gut Reinshof, Gebäude Nr. 14/15 (Pflasterung)             | Einzeldenkmal der Baudenkmal-Gruppe Klostergut Reinshof (ID 35228567) | 35255028 | BW             |
| Klostergut Reinshof 51° 29′ 51″ N, 9° 55′ 49″ O | Gut Reinshof, Stall/Scheune                               | Einzeldenkmal der Baudenkmal-Gruppe Klostergut Reinshof (ID 35228567) | 35254903 | BW             |
| Klostergut Reinshof 51° 29′ 51″ N, 9° 55′ 51″ O | Gut Reinshof, Gebäude Nr. 5 (Taubenhaus)                  | Einzeldenkmal der Baudenkmal-Gruppe Klostergut Reinshof (ID 35228567) | 35254798 |                |
| Klostergut Reinshof 51° 29′ 51″ N, 9° 55′ 52″ O | Gut Reinshof, Gebäude Nr. 5 (Hoffläche)                   | Einzeldenkmal der Baudenkmal-Gruppe Klostergut Reinshof (ID 35228567) | 35255107 | BW             |
| Klostergut Reinshof 51° 29′ 52″ N, 9° 55′ 53″ O | Gut Reinshof, Gebäude Nr. 4 (Stall)                       | Einzeldenkmal der Baudenkmal-Gruppe Klostergut Reinshof (ID 35228567) | 35254852 | BW             |

## Reckershausen
| Lage                                                | Bezeichnung                                   | Beschreibung | ID       | Bild |
| --------------------------------------------------- | --------------------------------------------- | --- | -------- | ---- |
| Am Tieberg 1 51° 24′ 29″ N, 9° 56′ 12″ O            | Wohnhaus                                      | | 35255254 |      |
| Am Tieberg 4 51° 24′ 29″ N, 9° 56′ 16″ O            | Wohnhaus                                      | | 35255274 | BW   |
| Am Tieberg 7 51° 24′ 30″ N, 9° 56′ 17″ O            | Kirche                                        | | 35255294 |      |
| Am Tieberg 12 51° 24′ 31″ N, 9° 56′ 18″ O           | Wohnhaus                                      | | 35255314 | BW   |
| Am Tieberg/Dorfstraße 51° 24′ 28″ N, 9° 56′ 13″ O   | Tie                                           | | 35255234 |      |
| Dorfstraße 1 51° 24′ 21″ N, 9° 56′ 5″ O             | Wohnhaus                                      | | 35255356 | BW   |
| Dorfstraße 9 51° 24′ 24″ N, 9° 56′ 9″ O             | Wohnhaus                                      | Möglicherweise besteht kein Denkmalschutz mehr, da kein Eintrag im Denkmalatlas 2020 erfolgte.                                                                        |          | BW   |
| Dorfstraße 15 51° 24′ 27″ N, 9° 56′ 11″ O           | Wohnhaus                                      | Einzeldenkmal der Baudenkmal-Gruppe Dorfstraße 15 (ID 35229378) | 35255396 | BW   |
| Dorfstraße 15 51° 24′ 26″ N, 9° 56′ 10″ O           | Scheune                                       | Einzeldenkmal der Baudenkmal-Gruppe Dorfstraße 15 (ID 35229378) | 35255418 | BW   |
| Dorfstraße 23 51° 24′ 30″ N, 9° 56′ 17″ O           | Wohnhaus                                      | | 35255440 | BW   |
| Dorfstraße 30 51° 24′ 28″ N, 9° 56′ 18″ O           | Wohn-/Wirtschaftsgebäude                      | | 35255460 | BW   |
| Dorfstraße 51° 24′ 25″ N, 9° 56′ 11″ O              | Ehrenmal                                      | | 35255334 |      |
| Dorfstraße 51° 24′ 25″ N, 9° 56′ 11″ O              | Ehrenmal, Einfriedung                         | | 35255634 |      |
| Heiligenstädter Straße 1 51° 24′ 18″ N, 9° 56′ 5″ O | Gutshof von Reckershausen (Baudenkmal-Gruppe) | | 35229392 |      |
| Heiligenstädter Straße 1 51° 24′ 18″ N, 9° 56′ 6″ O | Herrenhaus                                    | Einzeldenkmal der Baudenkmal-Gruppe Gutshof von Reckershausen (ID 35229392)                                                                                           | 35255503 |      |
| Heiligenstädter Straße 1 51° 24′ 19″ N, 9° 56′ 4″ O | Stall                                         | Einzeldenkmal der Baudenkmal-Gruppe Gutshof von Reckershausen (ID 35229392)                                                                                           | 35255526 |      |
| Heiligenstädter Straße 1 51° 24′ 17″ N, 9° 56′ 3″ O | Scheune                                       | Einzeldenkmal der Baudenkmal-Gruppe Gutshof von Reckershausen (ID 35229392)                                                                                           | 35255549 | BW   |
| Heiligenstädter Straße 1 51° 24′ 18″ N, 9° 56′ 5″ O | Speicher                                      | Einzeldenkmal der Baudenkmal-Gruppe Gutshof von Reckershausen (ID 35229392)                                                                                           | 35255480 | BW   |
| Madeburg 51° 24′ 45″ N, 9° 55′ 49″ O                | Madeburg                                      | Archäologisches Bodendenkmal Madeburg, ehemalige Burg aus dem 10. Jahrhundert in der Gemarkung Reckershausen. Nur flache Wallanlagen, keine baulichen Reste erhalten. | 28983011 | BW   |
| Marzhäuser Straße 2 51° 24′ 20″ N, 9° 56′ 4″ O      | Scheune                                       | | 35255594 |      |
| Rosenwinkel 3 51° 24′ 25″ N, 9° 56′ 6″ O            | Wohnhaus                                      | | 35255614 |      |
| K 24, Marzhäuser Straße 51° 24′ 17″ N, 9° 55′ 53″ O | Brücke über die Leine                         | Bogenbrücke über die Leine, errichtet aus rotem Buntsandstein mit geschlossener Brüstung, inschriftlich datiert 1821.                                                 | 35255572 |      |

## Reiffenhausen
| Lage                                         | Bezeichnung                  | Beschreibung | ID       | Bild           |
| -------------------------------------------- | ---------------------------- | --- | -------- | -------------- |
| Am Lindenberg 2 51° 23′ 55″ N, 9° 57′ 33″ O  | sog. Klippmühle              | Einzeldenkmal der Baudenkmal-Gruppe Hofanlage Am Lindenberg 2 (ID 35229406) | 35255656 |                |
| Am Lindenberg 4 51° 24′ 19″ N, 9° 58′ 5″ O   | Gaststätte                   | | 35255679 | BW             |
| Am Schleierbach 51° 24′ 31″ N, 9° 58′ 16″ O  | Tie                          | | 35255721 |                |
| Bachstraße 17 51° 24′ 27″ N, 9° 58′ 13″ O    | Wohnhaus                     | | 35255741 |                |
| Bachstraße 21 51° 24′ 30″ N, 9° 58′ 15″ O    | Wohnhaus                     | | 35255761 |                |
| Bachstraße 22 51° 24′ 26″ N, 9° 58′ 18″ O    | Wohnhaus                     | Einzeldenkmal der Baudenkmal-Gruppe Bachstraße 22,24 (ID 35229420) | 35255781 |                |
| Bachstraße 24 51° 24′ 26″ N, 9° 58′ 18″ O    | Wohnhaus                     | Einzeldenkmal der Baudenkmal-Gruppe Bachstraße 22,24 (ID 35229420) | 35255803 |                |
| Bachstraße 24 51° 24′ 26″ N, 9° 58′ 17″ O    | Stall/Speicher               | Einzeldenkmal der Baudenkmal-Gruppe Bachstraße 22,24 (ID 35229420) | 35256175 |                |
| L 567, km 15,408 51° 24′ 41″ N, 9° 58′ 19″ O | Brücke über den Schleierbach | | 35255982 |                |
| Kirchstraße 9 51° 24′ 27″ N, 9° 58′ 10″ O    | Wohn-/Wirtschaftsgebäude     | Einzeldenkmal der Baudenkmal-Gruppe Kirchstraße 9,11 (ID 35229434) | 35255829 |                |
| Kirchstraße 10 51° 24′ 26″ N, 9° 58′ 11″ O   | Kirche                       | Die Kirche Reiffenhausen ist im Kern eine mittelalterliche Kirche mit baulichen Änderungen des 18. Jahrhunderts, Turm dat. 1796, Langhaus dat. 1742; im Inneren barocke Ausstattungsstücke | 35255851 | Weitere Bilder |
| Kirchstraße 11 51° 24′ 27″ N, 9° 58′ 11″ O   | Pfarrhaus                    | Zweigeschossiges Fachwerkhaus mit Krüppelwalmdach auf Sandsteinquadersockel, erbaut Ende des 19. Jahrhunderts. Einzeldenkmal der Baudenkmal-Gruppe Kirchstraße 9,11 (ID 35229434)          | 35255871 |                |
| Kirchstraße 11 51° 24′ 27″ N, 9° 58′ 11″ O   | Staketzaun                   | Einzeldenkmal der Baudenkmal-Gruppe Kirchstraße 9,11 (ID 35229434) | 35256202 |                |
| Kirchstraße 12 51° 24′ 27″ N, 9° 58′ 11″ O   | Wohnhaus                     | | 35255894 |                |
| Kirchstraße 20 51° 24′ 31″ N, 9° 58′ 13″ O   | Wohnhaus                     | Einzeldenkmal der Baudenkmal-Gruppe Hofanlage Kirchstraße 20 (ID 35229535) | 35255914 |                |
| Kirchstraße 20 51° 24′ 30″ N, 9° 58′ 12″ O   | Staketzaun                   | Einzeldenkmal der Baudenkmal-Gruppe Hofanlage Kirchstraße 20 (ID 35229535) | 35256225 |                |
| Seibigstraße 1 51° 24′ 29″ N, 9° 58′ 8″ O    | Feuerwehrgerätehaus          | | 35256006 |                |
| Seibigstraße 10 51° 24′ 31″ N, 9° 58′ 12″ O  | Wohnhaus                     | Einzeldenkmal der Baudenkmal-Gruppe Seibigstraße 10, 12 (ID 35229449) | 35256027 |                |
| Seibigstraße 12 51° 24′ 32″ N, 9° 58′ 13″ O  | Wohnhaus                     | Einzeldenkmal der Baudenkmal-Gruppe Seibigstraße 10, 12 (ID 35229449) | 35256049 |                |
| Seibigstraße 12 51° 24′ 32″ N, 9° 58′ 13″ O  | Sandsteineinfriedung         | Einzeldenkmal der Baudenkmal-Gruppe Seibigstraße 10, 12 (ID 35229449) | 35256269 |                |
| Seibigstraße 15 51° 24′ 32″ N, 9° 58′ 12″ O  | Wohnhaus                     | | 35256072 |                |
| Talstraße 1 51° 24′ 32″ N, 9° 58′ 14″ O      | Wohnhaus                     | | 35256092 |                |
| Talstraße 2 51° 24′ 30″ N, 9° 58′ 20″ O      | Wohnhaus                     | Möglicherweise besteht kein Denkmalschutz mehr, da kein Eintrag im Denkmalatlas 2020 erfolgte.                                                                                             |          |                |
| Talstraße 15 51° 24′ 32″ N, 9° 58′ 25″ O     | Wohnhaus                     | | 35256134 |                |
| Talstraße 19 51° 24′ 34″ N, 9° 58′ 28″ O     | Wohnhaus                     | | 35256154 |                |
| Talstraße 19 51° 24′ 33″ N, 9° 58′ 28″ O     | Staketzaun                   | | 35256248 |                |

## Stockhausen
| Lage                                               | Bezeichnung                  | Beschreibung | ID       | Bild           |
| -------------------------------------------------- | ---------------------------- | --- | -------- | -------------- |
| Göttinger Straße 3 51° 27′ 39″ N, 9° 55′ 59″ O     | Hofanlage Göttinger Straße 3 | Baudenkmal-Gruppe ohne Einzeldenkmale | 35229463 |                |
| Göttinger Straße 19a 51° 27′ 33″ N, 9° 55′ 59″ O   | Wohn-/Wirtschaftsgebäude     | | 35256337 |                |
| Göttinger Straße 20 51° 27′ 40″ N, 9° 55′ 58″ O    | Wohnhaus                     | | 35256357 | BW             |
| Göttinger Straße 26 51° 27′ 37″ N, 9° 55′ 56″ O    | Schulhaus                    | | 35256377 |                |
| Göttinger Straße 28 51° 27′ 36″ N, 9° 55′ 55″ O    | Kirche                       | Die ev.-luth. Kirche St. Bonifatius ist ein schlichter rechteckiger Saalbau mit Giebelreiter auf der Westseite. Der dreiachsige Massivbau mit Eckquaderung war für das Verputzen vorgesehen und stammt aus der Mitte des 18. Jahrhunderts. Die Kirche liegt im Bereich des Friedhofs. | 35256398 | Weitere Bilder |
| Göttinger Straße 28 51° 27′ 35″ N, 9° 55′ 55″ O    | Friedhof                     | Der Friedhof um die Kirche herum bildet mit der Kirche die Baudenkmal-Gruppe Friedhof Göttinger Straße 28 (ID 35229492) | 35256420 | BW             |
| L 564, Leine km 16,700 51° 27′ 38″ N, 9° 55′ 53″ O | Leinebrücke                  | | 35256443 |                |